# Ian Rowling
Ian Rowling (Epping, Essex, 10 de fevereiro de 1967) é um ex-canoísta australiano especialista em provas de velocidade.

## Carreira
Foi vencedor da medalha de bronze em K-4 1000 m em Barcelona 1992, junto com os seus colegas de equipa Kelvin Graham, Ramon Andersson e Steven Wood.